# Lijst van wereldkampioenen ploegentijdrit elite gemengd
De ploegentijdrit voor gemengde teams bij de elite staat vanaf 2019 op het programma van de wereldkampioenschappen wielrennen.

## Geschiedenis
Het eerste WK wielrennen werd in 1921 gehouden in de Deense hoofdstad Kopenhagen. De tijdrit in ploegverband bij de mannen werd in 1962 ingevoerd. Bij de vrouwen was het wachten tot 1987 op de eerste ploegentijdrit. Beide onderdelen werden in 2018 geschrapt, om een jaar later vervangen te worden door een gemengde competitie. Nederland werd de eerste wereldkampioen in de gemengde ploegentijdrit. In 2020 stond het onderdeel niet op het programma vanwege de COVID-19-pandemie. In 2021 werd Duitsland wereldkampioen, in 2022 en 2023 Zwitserland.

## Erelijst
| Jaar | Plaats                                 | Goud                                   | Zilver                                 | Brons                                  |
| 2027 | Haute-Savoie                           |                                        |                                        |                                        |
| 2026 | Montreal                               |                                        |                                        |                                        |
| 2025 | Kigali                                 |                                        |                                        |                                        |
| 2024 | Zürich                                 | Australië                              | Duitsland                              | Italië                                 |
| 2023 | Glasgow                                | Zwitserland                            | Frankrijk                              | Duitsland                              |
| 2022 | Wollongong                             | Zwitserland                            | Italië                                 | Australië                              |
| 2021 | Brugge                                 | Duitsland                              | Nederland                              | Italië                                 |
| 2020 | Geen kampioenschap (COVID-19-pandemie) | Geen kampioenschap (COVID-19-pandemie) | Geen kampioenschap (COVID-19-pandemie) | Geen kampioenschap (COVID-19-pandemie) |
| 2019 | Harrogate                              | Nederland                              | Duitsland                              | Groot-Brittannië                       |

## Medaillespiegel
| Plaats | Land             | Goud | Zilver | Brons | Totaal |
| 1      | Zwitserland      | 2    | 0      | 0     | 2      |
| 2      | Duitsland        | 1    | 2      | 1     | 4      |
| 3      | Nederland        | 1    | 1      | 0     | 2      |
| 4      | Australië        | 1    | 0      | 1     | 2      |
| 5      | Italië           | 0    | 1      | 2     | 3      |
| 6      | Frankrijk        | 0    | 1      | 0     | 1      |
| 7      | Groot-Brittannië | 0    | 0      | 1     | 1      |
| Totaal | Totaal           | 5    | 5      | 5     | 15     |

Bijgewerkt t/m WK 2024
1921 · 
1922 · 
1923 · 
1924 · 
1925 · 
1926 · 
1927 · 
1928 · 
1929 · 
1930 · 
1931 · 
1932 · 
1933 · 
1934 · 
1935 · 
1936 · 
1937 · 
1938 · 
1946 · 
1947 · 
1948 · 
1949 · 
1950 · 
1951 · 
1952 · 
1953 · 
1954 · 
1955 · 
1956 · 
1957 · 
1958 · 
1959 · 
1960 · 
1961 · 
1962 · 
1963 · 
1964 · 
1965 · 
1966 · 
1967 · 
1968 · 
1969 · 
1970 · 
1971 · 
1972 · 
1973 · 
1974 · 
1975 · 
1976 · 
1977 · 
1978 · 
1979 · 
1980 · 
1981 · 
1982 · 
1983 · 
1984 · 
1985 · 
1986 · 
1987 · 
1988 · 
1989 · 
1990 · 
1991 · 
1992 · 
1993 · 
1994 · 
1995 · 
1996 · 
1997 · 
1998 · 
1999 · 
2000 · 
2001 · 
2002 · 
2003 · 
2004 · 
2005 · 
2006 · 
2007 · 
2008 · 
2009 ·
2010 · 
2011 · 
2012 · 
2013 · 
2014 · 
2015 · 
2016 · 
2017 · 
2018 · 
2019 · 
2020 ·
2021 ·
2022 ·
2023 ·
2024 ·
2025 ·
2026